# Cité Progrès
La Cité Progrès est un des nombreux quartiers de la ville de Djibouti. Ce quartier est bordé par les quartiers d'Ambouli et de Kartileh, par Fun city (centre de loisirs), la laiterie (ancienne fabrique de lait), par la route d'Arta et la route Nelson Mandela.